# Phaenops abies
Phaenops abies är en skalbaggsart som först beskrevs av Champlain och Knull 1923.  Phaenops abies ingår i släktet Phaenops och familjen praktbaggar. Inga underarter finns listade i Catalogue of Life.